# Brachymeles tiboliorum
Brachymeles tiboliorum — вид сцинкоподібних ящірок родини сцинкових (Scincidae). Ендемік Філіппін.

## Поширення і екологія
Brachymeles tiboliorum мешкають на заході острова Мінданао. Вони живуть у первинних і вторинних вологих тропічних лісах.